# Triángulo cervical anterior
El triángulo anterior es una región del cuello.

## límites
El triángulo está invertido con el vértice inferior a su base que está bajo de la barbilla.
- Límite inferior (ápice) muesca yugular en el manubrio del esternón
- Línea Media y límite anterior del cuello desde la barbilla hasta la muesca yugular
- Límite Posterior  El borde anterior del esternocleidomastoideo
- Límite superior (base) El borde inferior del cuerpo de la mandíbula, y una línea que se extiende desde el ángulo de la mandíbula a la apófisis mastoides

Una fascia cubre el techo de la fascia visceral triángulo mientras que cubre el suelo.